# Carnavalul animalelor

Carnavalul animalelor (în franceză Le carnaval des animaux) este o suită muzicală, plină de umor, formată din paisprezece părți, compusă de romanticul francez Camille Saint-Saëns.

## Istoria
După un dezastruos turneu în Germania între anii 1885-1886, compozitorul s-a retras într-un mic sat austriac, unde a compus „Carnavalul animalelor” în anul 1886. Este scris pentru două piane, două viori, violă, violoncel, contrabas, flaut și flaut piccolo, clarinet în do și si bemol, armonică (cristalofon) și xilofon.
De la început, Saint-Saëns a considerat lucrarea o creație amuzantă. În 9 februarie 1886, el a scris editorului său, Durand din Paris, că a compus o lucrare pentru ziua de marți de lăsata secului, recunoscând că ar fi trebuit să lucreze la A treia simfonie, dar, totuși, această creație a fost „atât de amuzantă” ("... mais c'est si amusant!"). El, aparent, a vrut să scrie această lucrare studenților lui de la École Niedermeyer, dar a fost interpretată pentru prima dată într-un concert privat, organizat de violoncelistul Charles Lebouc, la lăsata secului, în 9 martie 1886.
A doua interpretare a lucrării a fost în data de 2 aprilie, acasa la Pauline Viardot, în public fiind și Franz Liszt, prieten al compozitorului, care a fost impresionat de lucrarea auzită. „Carnavalul animalelor” a mai fost cântat și în alte concerte private, tipice francezilor. Cu toate acestea, Saint-Saëns nu a vrut ca lucrarea lui să fie publicată, el fiind văzut un compozitor serios. În lucrare, el s-a liniștit doar în penultima parte, „Lebăda”, care conține un celebru solo de violoncel și doar acestă parte a publicat-o în 1887, cu un aranjament pentru violoncel și pian, chiar daca, original este scrisă cu două piane.
Saint-Saëns a specificat că această lucrare trebuie să se publice postum. După moartea lui, în 16 decembrie 1921, creația a fost publicată de către editorul Durand din Paris, în aprilie 1922, iar prima interpretare publică a fost în 25 februarie 1922, la Concertele Colonne.
„Carnavalul animalelor” a devenit cea mai cunoscută lucrare a lui Saint-Saëns, cântată originar de 11 instrumente. În mod uzual, un glockenspiel înlocuiește armonica din sticlă, un instrument rar. Lucrarea este foarte populară în rândul profesorilor de muzică și a copiilor.

## Părțile lucrării
Sunt 14 părți, fiecare reprezentând câte un animal sau mai multe.

### („Introducere și marșul regal al leului”)
Corzi și două piane; introducerea începe cu pianele cântând un tremolo îndrăzneț, sub care corzile intră cu o temă impunătoare, grandioasă. Pianele cântă câte o pereche de game în direcții opuse, după care introduc tema marșului, pe care o poartă în restul introducerii. Corzile furnizează melodia, uneori pianele cântând octave în zona gravă sugerând vuietul leului. Cele două grupe de instrumente își schimbă planurile, pianul cântând mai sus, într-o versiune mai moale a melodiei. Prima parte se încheie cu un fortissimo al tuturor instrumentelor folosite aici.

### II.Poules et coqs(„Găini și cocoși”)
Instrumentele prezente în această mișcare muzicală sunt corzile fără violoncel și contrabas, cele două piane și clarinetul. Această parte are în centru tema cocoșului, cântată de piane și corzi, care sugerează pui care ciugulesc grâul. Clarinetul cântă scurte pasaje solo deasupra celorlalte instrumente. Pianul cântă o temă rapidă, bazată pe sunetul onomatopeic al cocoșului.

### III.Hémiones (animaux véloces)(„Măgarii sălbatici: animale rapide”)
Două piane; animalele descrise aici aleargă, imagine indusă constant prin mișcarea rapidă a pianelor în sus și în jos, cântând în octave. Sunt înfățișați măgarii care din Tibet, cunoscuți pentru viteza lor.

### IV.Tortues(„Broaște țestoase”)
Corzi și pian; este un moment satiric deschis de pian, care cântă în registrul acut. Corzile cântă o versiune lentă a faimosului „Galop infernal” (numit și can-can) din opereta „Orfeu în infern”, de Jacques Offenbach.

### V.L'éléphant(„Elefantul”)
Contrabas și pian; această secțiune are un tempo Allegro pomposo, caricatură perfectă a elefantului. Pianul cântă un vals, în timp ce basul murmură melodia. La fel ca și în piesa „Broaștele țestoase”, aceasta este o glumă muzicală- materialul tematic este preluat din Scherzoul lucrării „Visul unei nopți de vară” de Felix Mendelssohn Bartholdy și din „Dansul zânelor” din lucrarea „Damnațiunea lui Faust”, de Hector Berlioz. Cele două teme au fost scise originar pentru partea acută, pentru instrumente înalte (flaut, alte instrumente de suflat din lemn și vioară), aici intervine și gluma lui Saint-Saëns, care mută tema la unul dintre cele mai grave instrumente, contrabasul.

### VI.Kangourous(„Canguri”)
Două piane; principala figură aici are ca model săritura cangurului, exprimată prin acorduri în stare directă. Când acestea urcă, tempoul se accelerează treptat, dinamica crește, iar când acordurile merg într-o figură descendentă, tempoul încetinește treptat și dinamica duce spre piano.

### VII.Aquarium(„Acvariu”)

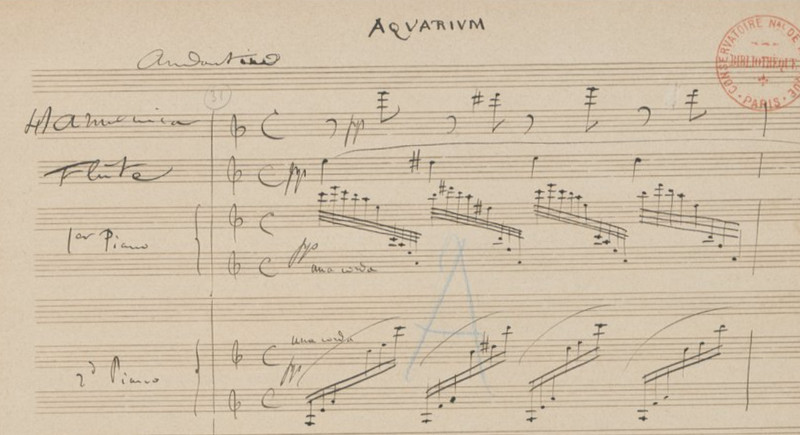
O parte din manuscrisul original "Acvariul". Partea de sus fiind pentru muzicuță.

Două viori, viola, violoncelul, două piane, flaut și muzicuța; acesta este cel mai bogat moment muzical. Melodia este cântată de flaut, pe fundal de corzi, în timp ce pianul are  glissandi. Pianul întâi cântă un ostinato descendent, în stilul celui de al doilea Studiu de Frédéric Chopin. Aceste figuri, plus glissandoul ocazional al muzicuței, sugerază acvariul slab luminat.

### VIII.Personnages à longues oreilles(„Personaje cu urechi lungi”)
Două viori; acesta este cel mai scurt moment dintre toate. Viorile cântă alternativ sunete înalte, joase surpinzând maniera în care măgarul face ”i-a,”prin glissandi ascendente și descendente cu disonanțe.

### IX.Le coucou au fond des bois(„Cucul în adâncul pădurii”)
Două piane și clarinet; pianul cântă acorduri liniștite, în timp ce clarinetul cântă doar două note ostinato, neîntrerupt, sunetele do și la bemol, sugerând cântecul cucului. 

### X.Volière(„Colivie”)
Corzi, pian și flaut; viorile au un rol de fundal, care, prin intermediul unor zgomote, induc ideea de junglă. Flautul redă o parte a păsărilor, pe o întindere mare, prin intermediul unui tril. Momentul se încheie foarte liniștit, după o lungă ascensiune cromatică a flautului.

### XI.Pianistes(Pianiști)
Corzi și două piane; o parte mai diferită a lucrării: pianiștii își studiază gamele în do, re bemol și mi bemol major. Fiecare dintre acestea încep cu un tril pe primul și al doilea sunet, apoi, pe parcursul gamei, se modifică unele elemente ritmice. Tranziția dintre tonalități este realizată printr-un acord dur, din partea tuturor instrumentelor. În unele interpretări mai târzii, gamele erau cântate intenționat, tot mai mult, în contratimp. Ediția originală are o notă care specifică interpreților imitarea pianistică a stângăciilor. După patru tonalități, este o reîntoarcere la gama do major, unde pianul cântă un tril rapid, în stilul lui Charles-Louis Hanon sau Carl Czerny, în timp ce corzile cântă o mică figurație în fundal. Această parte este neobișnuită prin ultimele trei acorduri care nu duc la o rezolvare a părții, dar fac totuși o deschidere momentului următor.

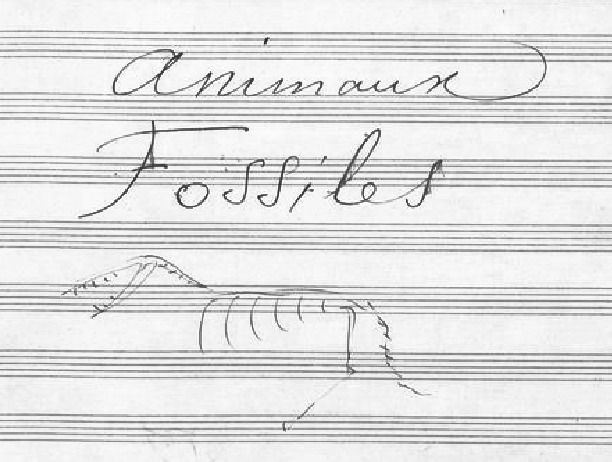
Pagina de titlu a "Fosilelor" în manuscris, inclusiv desenul compozitorului.

### XII.Fossiles(„Fosile”)
Corzi, două piane, clarinet și xilofon; aici, Saint-Saëns citează propria lui compoziție, „Dans macabru”, tema muzicală aflându-se în acestă parte, la xilofon, sugerând imaginea unor schelete, ale căror oase se ciocnesc. Xilofonul și vioara interpretează mai mult aici, alternativ cu pianul și clarinetul, iar pianul are unele probleme de tehnică, unde cântă în octave, după care trece în acorduri. Se citează o melodie celebră, Ah! vous dirai-je, Maman (folosită și de Mozart) sau Twinkle, Twinkle Little Star, la un cântec de popularitate, Partant pour la Syrie sau aria Una voce poco fa din opera „Bărbierul din Sevilla” de Gioachino Rossini.

### XIII.Le cygne(„Lebăda”)
Două piane și violoncel; violoncelul cântă o melodie care ilustrează eleganța lebedei plutind deasupra apei, în timp ce un pian cântă șaisprezecimi, iar altul acorduri, acestea reprezentând picioarele lebedei, ascunde sub apă dar care înaintează. Partida violoncelului este una dintre cele mai cunoscute din toată suita, în timpul vieții lui Saint-Saëns fiind publicată o versiune pentru violoncel solo și un pian solo, dar, mai apoi, publicându-se mai mult de douăsprezece aranjamente pentru acestă parte. A fost realizat un scurt balet, The dying Swan, în anul 1905 de către Mikhail Fokine cu balerina Anna Pavlova.

### XIV.Final(„Final”)
În ultima parte a lucrării sunt prezente toate instrumentele și începe cu același tremolo al pianului ca în Introducere, urmat imediat de instrumentele de suflat, muzicuță și xilofon. Corzile formează o tensiune prin utilizarea unor sunete joase, ducând către un glissando al pianului, după care o pauză expresivă, iar melodia principală este introdusă. Acest final aduce aminte de un carnaval american al secolului al XIX-lea, cu pianul care în permanență cântă un ritm de optimi. Cu toate că melodia este relativ simplă, suportul armonic este cu ornamente, specific stilului lui Saint-Saëns pentru compozițiile pianistice. Multe dintre părțile anterioare sunt recunoscute în acestă ultimă parte cum ar fi: Introducerea, „Leul”, „Măgarii sălbatici”, „Cocoșul” și „Cangurii”. Lucrarea se finalizează printr-un puternic acord de do major.